# 華廷詔
華廷詔（1549年—1586年），字與恩，直隸常州府無錫縣人，明朝政治人物。

## 生平
万历四年（1576年）丙子科應天府鄉試第五十三名，萬曆十一年（1583年）癸未科會試第二百九十四名，登三甲第一百二十名進士。工部觀政，官浙江龍泉縣知縣。十四年丙戌卒。

## 家族
曾祖華本；祖父華坤；父華孝。母胡氏。具庆下。兄華汝礪，按察司副使；華汝梅，贡士；華啓直，按察司副使。弟廷誥、華宗、廷謨、道任（贡士）、廷謙、廷谕。